# Bellardia menechmoides
Bellardia menechmoides är en tvåvingeart som beskrevs av Chen 1979. Bellardia menechmoides ingår i släktet Bellardia och familjen spyflugor. Inga underarter finns listade i Catalogue of Life.